# Idiòpids
Els idiòpids (Idiopidae) són una família d'aranyes migalomorfes. Fou descrita per primera vegada per Eugène Simon l'any 1889. Va ser elevada al rang de família per R.J. Raven el 1985.
Són aranyes amb un cos gran que sovint s'assemblen força als terafòsids. Els mascles tenen un esperó a les seves cames, que mostren si són provocats. Construeixen caus, i algunes espècies tanquen els forats d'entrada amb una tapa. També són anomenades, en anglès, armored trapdoor spiders (en català, aranyes de trampa blindada).

## Sistemàtica

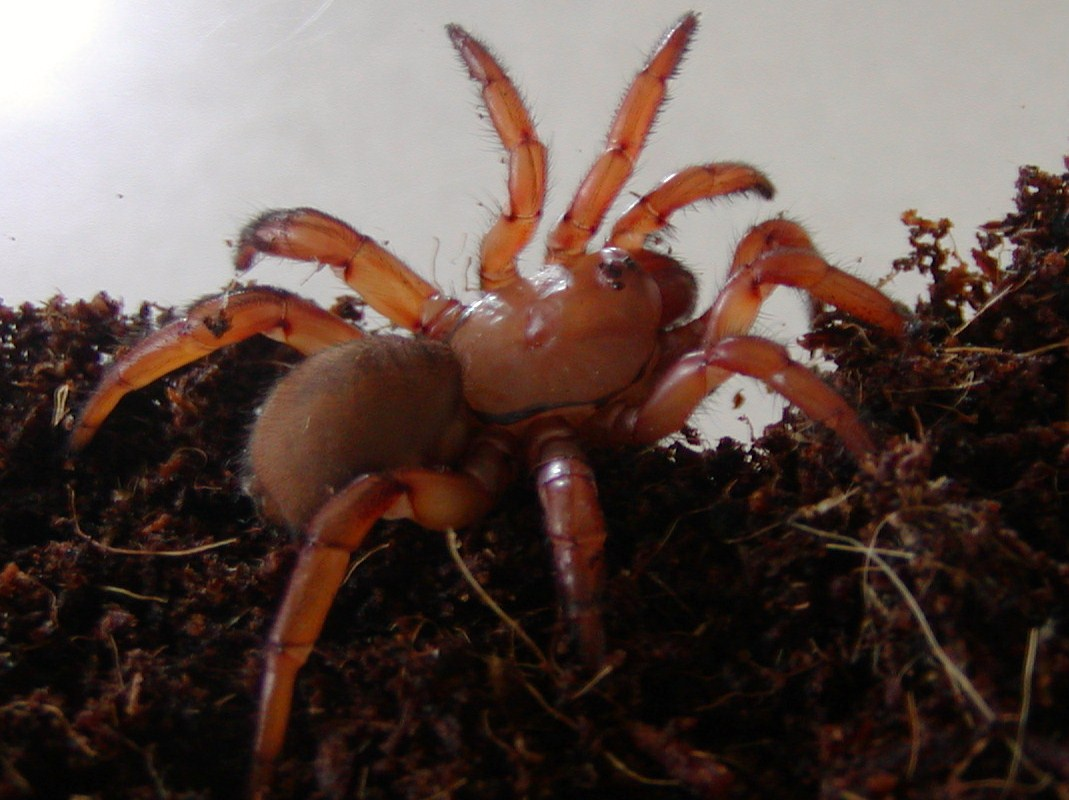
Gorgyrella sp.

### Gèneres
El novembre de 2018, segons el World Spider Catalog, la família dels idiòpids tenia reconeguts els següents 22 gèneres:
- Arbanitis L. Koch, 1874
- Blakistonia Hogg, 1902
- Bungulla Rix, Main, Raven & Harvey, 2017
- Cantuaria Hogg, 1902
- Cataxia Rainbow, 1914
- Ctenolophus Purcell, 1904
- Eucanippe Rix, Main, Raven & Harvey, 2017
- Eucyrtops Pocock, 1897
- Euoplos Rainbow, 1914
- Gaius Rainbow, 1914
- Galeosoma Purcell, 1903
- Genysa Simon, 1889
- Gorgyrella Purcell, 1902
- Heligmomerus Simon, 1892
- Hiboka Fage, 1922
- Idiops Perty, 1833
- Idiosoma Ausserer, 1871
- Neocteniza Pocock, 1895
- Prothemenops Schwendinger, 1991
- Scalidognathus Karsch, 1892
- Segregara Tucker, 1917
- Titanidiops Simon, 1903

### Antiga superfamília Idiopoidea
Els idiòpids (Idiopidae) són l'única família representant de la superfamília dels idiopoïdeus (Idiopoidea). Les aranyes, tradicionalment, foren classificades en famílies que van ser agrupades en superfamílies. Quan es van aplicar anàlisis més rigorosos, com la cladística, es va fer evident que la major part de les principals agrupacions utilitzades durant el segle XX no eren compatibles amb les noves dades. Actualment, els llistats d'aranyes, com ara el World Spider Catalog, ja ignoren la classificació per sobre del nivell familiar.